# Трофей Еда Чіновета

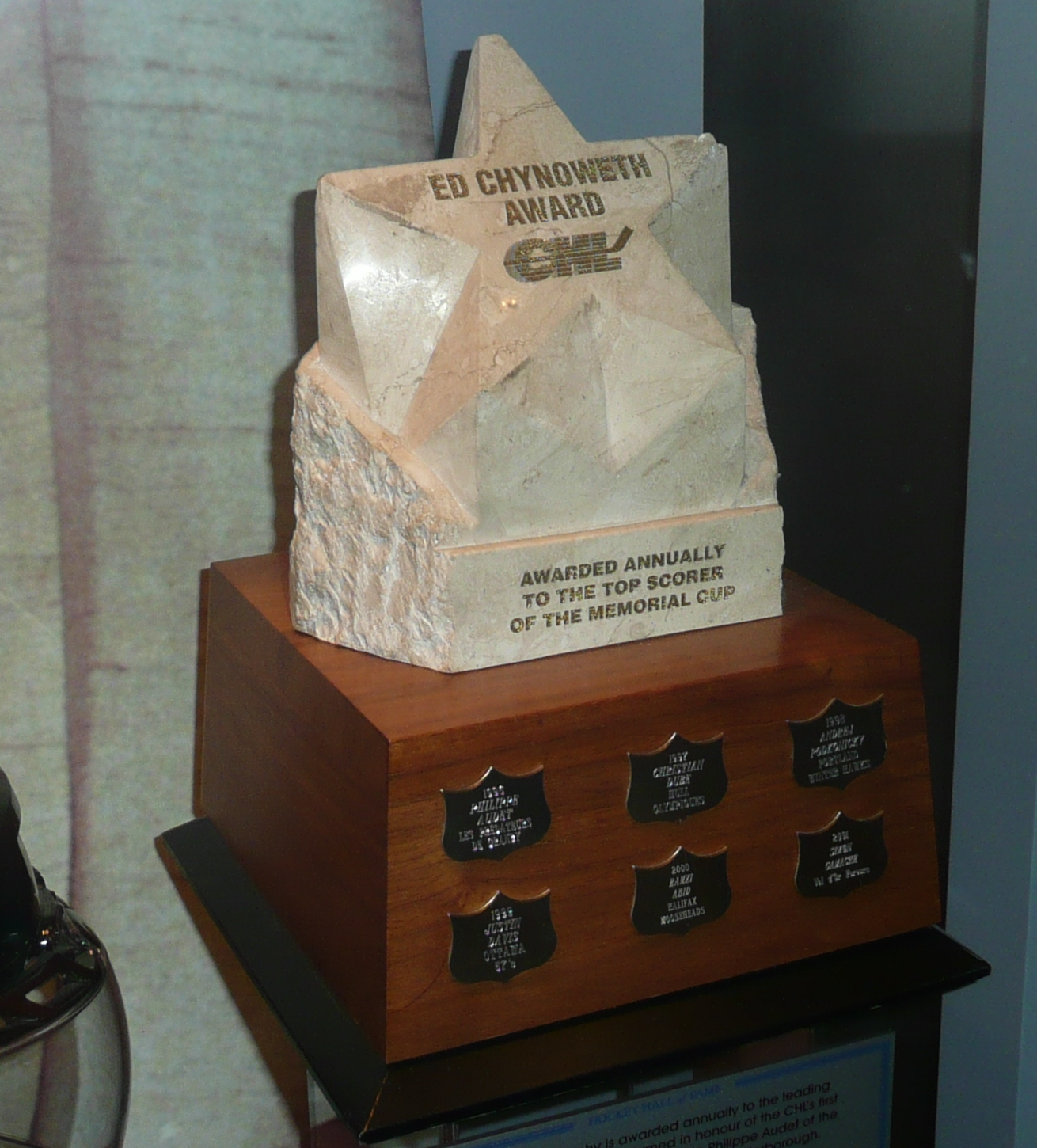
Ед Чіновет Трофі

Трофей Еда Чіновета (англ. Ed Chynoweth Trophy) — щорічний приз, котрий вручається найкращому бомбардиру розіграшу Меморіального кубку.
Нагорода названа на честь президента Західної хокейної ліги (з 1972 до 1996 роки) та одного з засновників Канадської хокейної ліги (першим президентом котрої він і був) Еда Чіновета. Вручається з 1996 року.
З часу початку вручення нагороди, найкращі показники з результативності мають Нейтан Маккіннон та Крістіан Дюбе, котрі набирали по 13 очок, все той же Маккіннон з 7-ма шайбами та декілька хокеїстів, котрі зуміли віддати 7 гольових пасів за один турнір. Однак жоден з цих результатів не є рекордним для розіграшу Меморіального кубку. Дейл Гаверчук у 1981-му, Люк Робітайл — у 1986-му та Пет Фалун — у 1991-му роках закидали по 8 шайб за турнір. Ден Ходжсон у 1985-му віддав 13 результативних пасів, а Джефф Лармер та Гі Руло у 1982 та 1986 роках відповідно набирали по 16 очок.

## Перелік володарів трофею

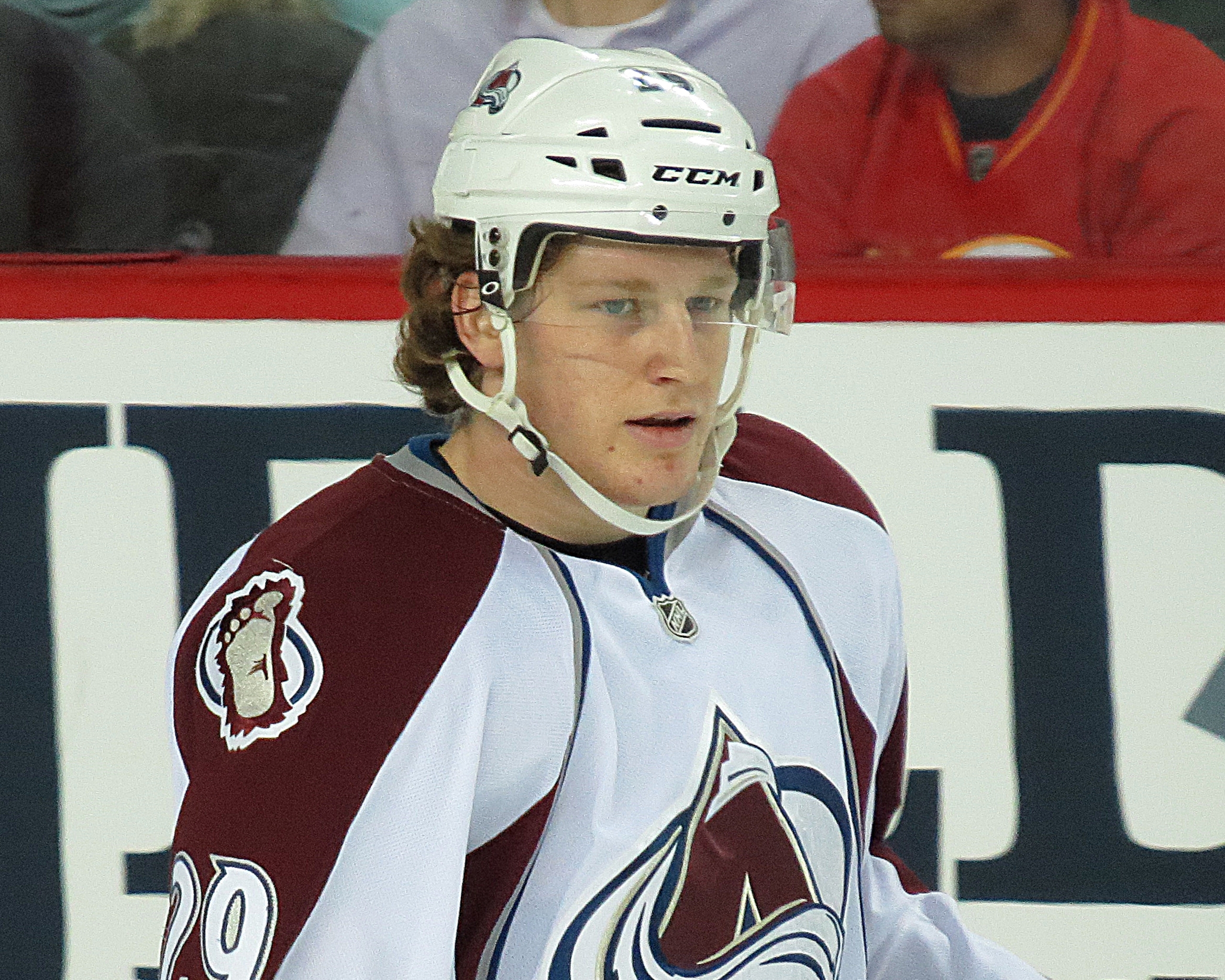
Нейтан Маккіннон

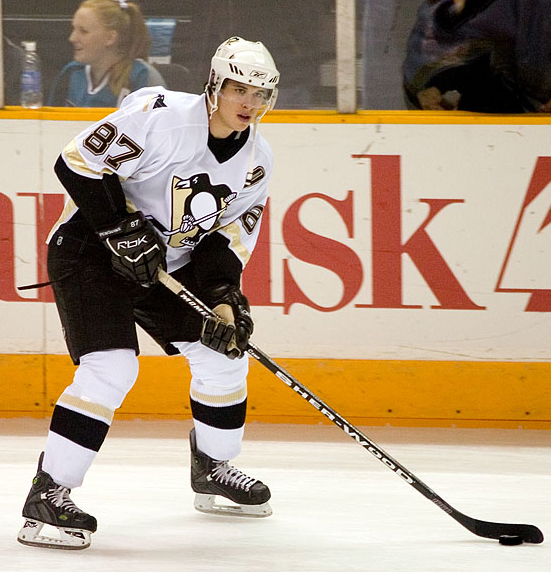
Сідні Кросбі

| Рік  | Гравець                           | Команда                           | Очки                              |                                   |
| ---- | --------------------------------- | --------------------------------- | --------------------------------- | --------------------------------- |
| 1996 | Філіп Одет                        | «Гранбі Предаторс»                | 8 (4+4)                           |                                   |
| 1997 | Кристіан Дюбе                     | «Халл Олімпікс»                   | 13 (6+7)                          |                                   |
| 1998 | Андрей Подконіцкі                 | «Портленд Вінтергокс»             | 10 (6+4)                          |                                   |
| 1999 | Джастін Девіс                     | «Оттава 67-і»                     | 9 (3+6)                           |                                   |
| 2000 | Рамзі Абід                        | «Галіфакс Мусгедс»                | 10 (6+4)                          |                                   |
| 2001 | Сімон Гамаш                       | «Валь-д'Ор Форерс»                | 7 (4+3)                           |                                   |
| 2002 | Метью Ломбарді                    | «Вікторіявіль Тігрес»             | 9 (2+7)                           |                                   |
| 2003 | Грегорі Кемпбелл                  | «Кіченер Рейнджерс»               | 7 (1+6)                           |                                   |
| 2004 | Дуг О'Браєн                       | «Гатіно Олімпікс»                 | 8 (3+5)                           |                                   |
| 2005 | Сідні Кросбі                      | «Рімускі Ошеанік»                 | 11 (6+5)                          |                                   |
| 2006 | Жільбер Брюле                     | «Ванкувер Джаєнтс»                | 12 (6+6)                          |                                   |
| 2007 | Міхал Ржепік                      | «Ванкувер Джаєнтс»                | 7 (3+4)                           |                                   |
| 2008 | Джастін Азеведо                   | «Кіченер Рейнджерс»               | 11 (4+7)                          |                                   |
| 2009 | Джеймі Бенн                       | «Келоуна Рокетс»                  | 9 (5+4)                           |                                   |
| 2010 | Тейлор Голл                       | «Віндзор Спітфаєрс»               | 9 (5+4)                           |                                   |
| 2011 | Ендрю Шоу                         | «Оуен-Саунд Аттак»                | 7 (2+5)                           |                                   |
| 2012 | Майкл Чапут                       | «Шавініган Катарактес»            | 12 (5+7)                          |                                   |
| 2013 | Натан Мак-Кіннон                  | «Галіфакс Мусгедс»                | 13 (7+6)                          |                                   |
| 2014 | Генрік Самуельсон                 | «Едмонтон Ойл-Кінгс»              | 8 (4+4)                           |                                   |
| 2015 | Леон Драйзайтль                   | «Келона Рокетс»                   | 7 (4+3)                           |                                   |
| 2016 | Мітчелл Марнер                    | «Лондон Найтс»                    | 14 (2+12)                         |                                   |
| 2017 | Ділан Строум                      | «Ері Оттерс»                      | 11 (7+4)                          |                                   |
| 2018 | Сем Стіл                          | «Реджайна Петс»                   | 13 (2+11)                         |                                   |
| 2019 | Якуб Лауко                        | «Руен-Норанда Хаскіс»             | 8 (2+6)                           |                                   |
| 2020 | Скасовано через пандемію COVID-19 | Скасовано через пандемію COVID-19 | Скасовано через пандемію COVID-19 | Скасовано через пандемію COVID-19 |
| 2021 | Скасовано через пандемію COVID-19 | Скасовано через пандемію COVID-19 | Скасовано через пандемію COVID-19 | Скасовано через пандемію COVID-19 |
| 2022 | Вільям Дюфур                      | «Сент-Джон Сі-Догс»               | 8 (7+1)                           |                                   |
| 2023 | Логан Стенковен                   | «Камлупс Блейзерс»                | 9 (2+7)                           |                                   |
| 2024 | Істон Ковен                       | «Лондон Найтс»                    | 8 (3+5)                           |                                   |
| 2025 | Істон Ковен                       | «Лондон Найтс»                    | 7 (3+4)                           |                                   |
| 2025 | Денвер Баркі                      | «Лондон Найтс»                    | 7 (3+4)                           |                                   |